# Warmbach (Rheinfelden)
Warmbach ist ein Ortsteil der Stadt Rheinfelden in Baden-Württemberg. Der Ort liegt an Ufer des Hochrheins. Die ehemals selbständige Gemeinde ist seit 1921 auf eigenen Wunsch zu Nollingen eingemeindet, das seit der Erhebung zu Stadt Rheinfelden (Baden) heißt.

## Geografie und Lage
Warmbach hat den Charakter eines Haufendorfs. Das Besiedlungsgebiet geht nahtlos in die westlich gelegene, etwa 2 Kilometer entfernte Innenstadt von Rheinfelden über. Durch den südlichen Teil des Besiedlungsgebietes verläuft parallel zum Rhein die B 34, die westlich zur Autobahnanschlussstelle Rheinfelden-Süd der A 861 führt.
Der von Degerfelden kommende und dem Dinkelberg gespeiste Großbach mündet in den gleichnamigen Warmbach, der in eine kleine Bucht westlich der Galluskirche über einen kleinen, 6 Meter hohen Wasserfall in den Rhein mündet.

## Geschichte

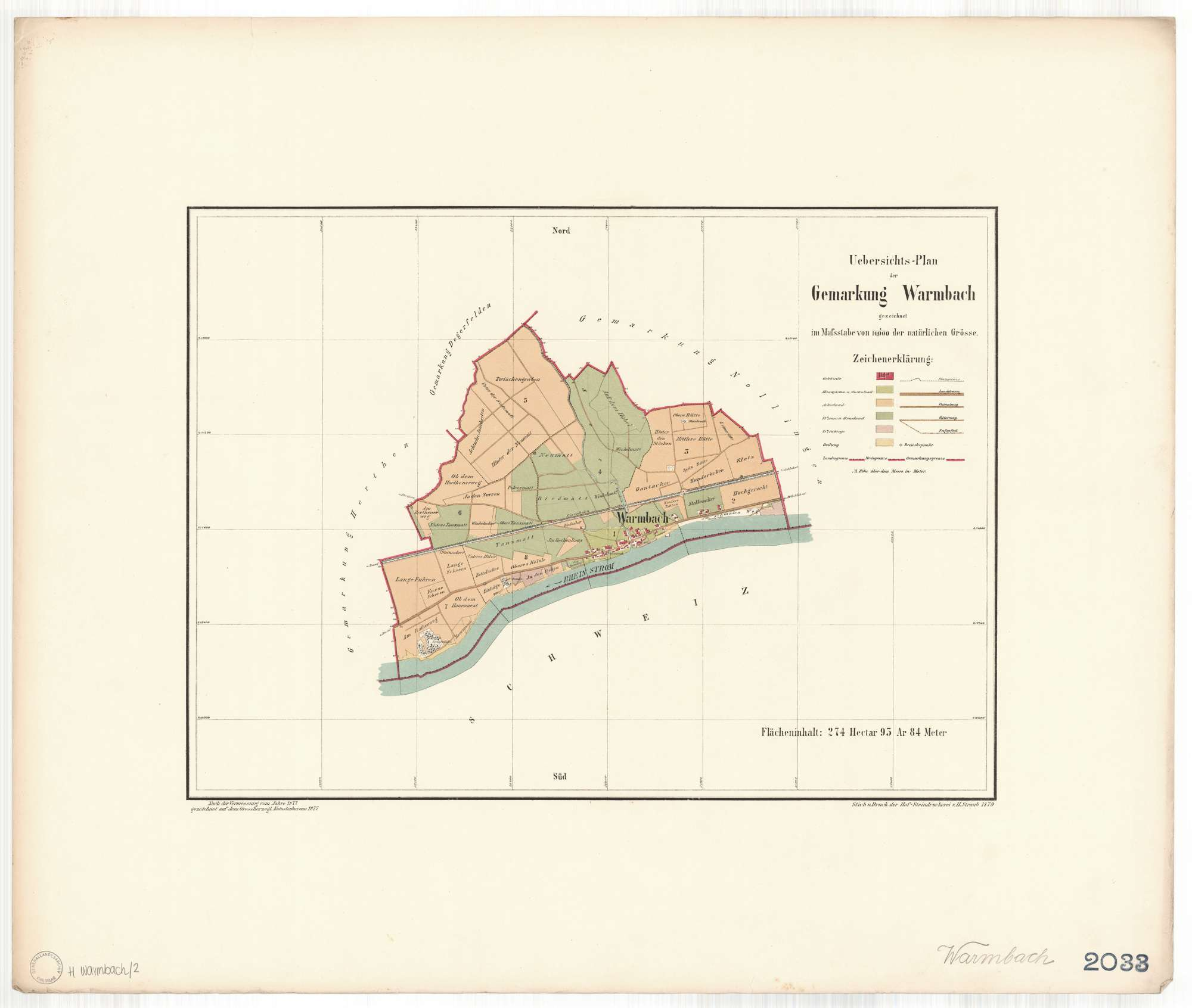
Karte der Gemarkung Warmbach von 1877

Der nicht sicher deutbare Ortsname wurde 754 als Warbinbach und 820 als Warminbah erwähnt; seine Entstehung wird in die Merowingerzeit vermutet und dürfte mit einem Personennamen zusammenhängen. Der Ort gehörte in seinem frühesten Besitz zum Klosters St. Gallen; ihr Lehensbesitz war selbst von wechselnden Herrschaften geprägt. Im Jahr 1269 verzichteten die Herren von Staufen auf den Besitz, den sie als Afterlehen von den Herren von Eschenbach und von Schnabelburg innehatten. 1270 belehnte das Kloster St. Gallen das Johanniterhaus Rheinfelden mit dem Hof ohne das Kirchenpatronat, 1304 verkaufte es dieses mit allen seinen sonstigen Besitzrechten an die Johanniter. Trotz eigener Gemarkung war Warmbach mit Nollingen lose verbunden, was sich durch eine gemeinsame Nutzung von Äckern zeigte.
Im Hochmittelalter ging der Ort in die Reichslehensherrschaft der Grafen von Rheinfelden und war seit 1330 in österreichischem Besitz. Warmbach war Bestandteil der Landgrafschaft Breisgau und der Landschaft Rheintal. In den Auseinandersetzungen 1447 zwischen Basel und der Herrschaft von Rheinfelden wurde es beraubt und verbrannt.
Bis zur Okkupation durch das Land Baden 1801 wurde die Herrschaft durch die österreichischen Lehensinhaber, danach durch die österreichische Kameralherrschaft Rheinfelden wahrgenommen. In den Jahren von 1801 bis 1809 gehörte Warmbach zum badischen Kameralamt Nollingen bzw. Amt Beuggen, danach als selbständige Gemeinde zum Bezirksamt Lörrach. 1921 wurde das Dorf vom Kreisverband Lörrach abgetrennt und dem Ortsteil Badisch Rheinfelden der Gesamtgemeinde Nollingen angegliedert.

## Politik

### Wappen
Die Blasonierung des ehemaligen Gemeindewappens von Warmbach lautet: In einem silbernen Schild ein blauer Bach in der Richtung des Querbalkens, belegt an der Stelle der Mittelvierung von einem quadratischen Stein in natürlicher Farbe.

### Stadtteilbeirat
Im Gegensatz zu den Ortsteilen hat Warmbach keinen eigenen Ortschaftsrat, sondern einen Stadtteilbeirat, der aus sechs Mitgliedern und je einem Stellvertreter besteht. Dem Stadtteilbeirat steht ein Sprecher vor.

## Kultur und Sehenswürdigkeiten

### Natur und Sehenswürdigkeiten

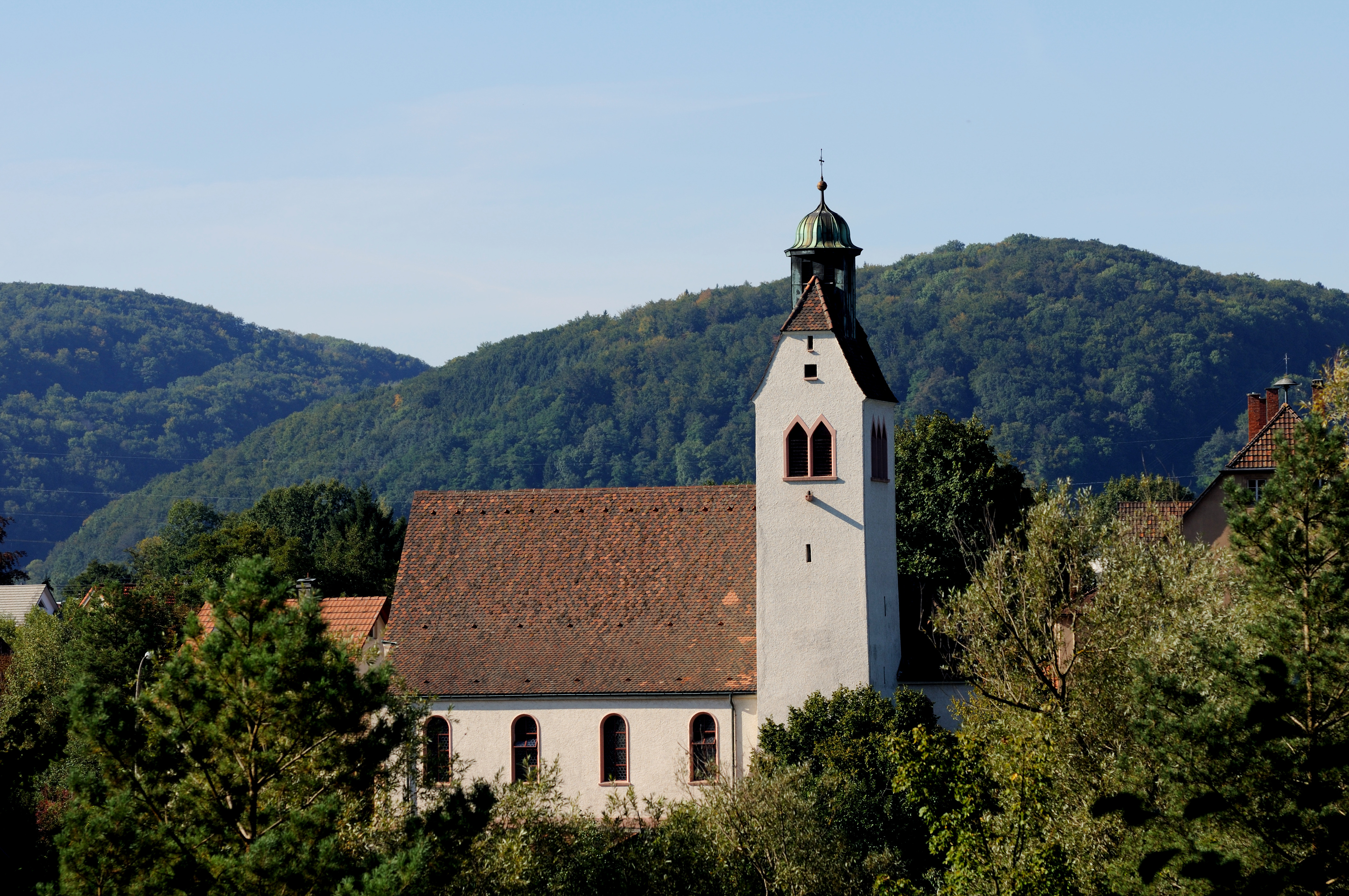
St. Gallus vom Schweizer Rheinufer aus gesehen

In Warmbach steht unweit des Rheinufers die katholische Kirche St. Gallus. Die heutige Gestalt der auf das 13. Jahrhundert zurückgehenden Kirche erlangte der Bau durch umfangreiche Umbau- und Vergrößerungsarbeiten in den Jahren 1930 und 1931. Eine grundlegende Renovierung fand 1982 statt.

### Infrastruktur
In Warmbach befindet sich am Rheinkilometer 149 der 1933 errichtete und 2015 modernisierte Rheinhafen Rheinfelden, ein kleiner Stromhafen mit einer jährlich umgeschlagenen Warenmenge von etwa 200.000 Tonnen.
Durch Warmbach verläuft die Hochrheinbahn, die zwischen Basel und Konstanz verkehrt. Einen Haltepunkt in Warmbach fährt die Bahn bisher nicht an. Planungen sehen jedoch den Bau eines neuen Haltepunktes im Ort vor. Dazu sollen zwei 155 Meter lange und 55 Zentimeter hohe Bahnsteig gebaut werden.
Die nach Hans Thoma benannte Grundschule befindet sich nördlich des Ortszentrums am Freibad. Darüber hinaus verfügt der Ort über einen evangelisch und katholisch geführten Kindergarten.

### Vereine
Der älteste existierende Verein in Warmbach ist der Männergesangverein, der 1894 gegründet wurde. Wegen des Zweiten Weltkrieges musste 1939 die Vereinsaktivität ruhen gelassen werden und wurde am 25. Juni 1949 wiedergegründet.
Der älteste Fasnachtsverein ist die Schmugglergilde und Schmugglermusik Warmbach 1949 e. V. Sie formierte sich bereits 1940, da die Besatzungsmächte nach dem Zweiten Weltkrieg Fasnacht offiziell verboten hatten, feierte die Dorfgemeinschaft eine sogenannte „wilde“ Fasnacht im Gasthaus Ochsen und Hirschen. Der erste offizielle Umzug fand 1949 von Nollingen nach Rheinfelden statt. Die Gründungsversammlung fand am 11. November 1949 im Gasthaus Ochsen statt.
Im Jahr 2008 gründeten sich die  Wasserfall Dämonen Warmbach. Der Name der Fastnachtsclique entstand in Anlehnung an den Warmbacher Wasserfall.

## Persönlichkeiten
Folgende Persönlichkeiten wurden in Warmbach geboren:
- Hermann Wildpret (1834–1908), Schweizer Gärtner und Botaniker
- Eduard Berenbach (1885–1962), katholischer Geistlicher